# Czaplowizna-Gajówka
Czaplowizna-Gajówka – osada leśna w Polsce położona w województwie mazowieckim, w powiecie węgrowskim, w gminie Sadowne.
Na północny zachód od Czaplowizny-Gajówki znajduje się Czaplowizna.